# العلاقات الأنغولية الكازاخستانية
العلاقات الأنغولية الكازاخستانية هي العلاقات الثنائية التي تجمع بين أنغولا وكازاخستان.

## مقارنة بين البلدين
هذه مقارنة عامة ومرجعية للدولتين:
| وجه المقارنة                                              | أنغولا           | كازاخستان                      |
| --------------------------------------------------------- | ---------------- | ------------------------------ |
| المساحة (كم2)                                             | 1.25 مليون       | 2.72 مليون                     |
| عدد السكان (نسمة)                                         | 29.78 مليون      | 17.95 مليون                    |
| الكثافة السكانية (ن./كم²)                                 | 23.82            | 6.6                            |
| العاصمة                                                   | لواندا           | نور سلطان                      |
| اللغة الرسمية                                             | اللغة البرتغالية | اللغة القازاقية، اللغة الروسية |
| العملة                                                    | كوانزا أنغولي    | تينغ كازاخستاني                |
| الناتج المحلي الإجمالي (بليون دولار)                      | 124.21 مليار     | 159.41 مليار                   |
| الناتج المحلي الإجمالي (تعادل القوة الشرائية) بليون دولار | 184.83 مليار     | 439.39 مليار                   |
| الناتج المحلي الإجمالي الاسمي للفرد دولار أمريكي          | 4.10 ألف         | 10.51 ألف                      |
| الناتج المحلي الإجمالي للفرد دولار أمريكي                 |                  | 24.23 ألف                      |
| مؤشر التنمية البشرية                                      | 0.533            | 0.788                          |
| رمز المكالمات الدولي                                      | +244             | +7                             |
| رمز الإنترنت                                              | .ao              | .kz، .қаз ‏                     |
| المنطقة الزمنية                                           | ت ع م+01:00      | ت ع م+05:00، ت ع م+06:00       |

## منظمات دولية مشتركة
يشترك البلدان في عضوية مجموعة من المنظمات الدولية، منها:
| علم المنظمة | اسم المنظمة                        | تاريخ انضمام أنغولا | تاريخ انضمام كازاخستان |
| ----------- | ---------------------------------- | ------------------- | ---------------------- |
|             | منظمة الشرطة الجنائية الدولية      | ?                   | ?                      |
|             | منظمة حظر الأسلحة الكيميائية       | ?                   | ?                      |
|             | مؤسسة التمويل الدولية              | 19 سبتمبر 1989      | 30 سبتمبر 1993         |
|             | يونسكو                             | 11 مارس 1977        | 22 مايو 1992           |
|             | البنك الدولي للإنشاء والتعمير      | 19 سبتمبر 1989      | 23 يوليو 1992          |
|             | مؤسسة التنمية الدولية              | 19 سبتمبر 1989      | 23 يوليو 1992          |
|             | الأمم المتحدة                      | 1 ديسمبر 1976       | 2 مارس 1992            |
|             | وكالة ضمان الاستثمار متعدد الأطراف | 19 سبتمبر 1989      | 12 أغسطس 1993          |
|             | الاتحاد الدولي للاتصالات           | 13 أكتوبر 1976      | 23 فبراير 1993         |
|             | الاتحاد البريدي العالمي            | ?                   | ?                      |

## وصلات خارجية
- موقع وزارة الخارجية الأنغولية
- موقع وزارة الخارجية الكازاخستانية